# Abrothrix hershkovitzi
Abrothrix hershkovitzi е вид гризач от семейство Хомякови (Cricetidae). Видът не е застрашен от изчезване.

## Разпространение и местообитание
Разпространен е в Чили.
Обитава гористи местности, крайбрежия и плажове.

## Описание
Популацията на вида е стабилна.